# 魔法水果籃
《魔法水果籃》是高屋奈月創作的日本漫畫作品。於1998年在白泉社的雙週刊《花與夢》開始連載，直自2006年結束；總計8年又4個月。單行本全23卷；全球銷量達3000萬冊，為金氏世界纪录上畅销的日本少女漫画之一。2015年9月4日開始，後傳作品的次世代篇《魔法水果籃another》開始於花與夢官方網站上連載。曾被改編製作成電視動畫、動畫電影和2009年上演的舞台劇。
電視動畫方面，2001年7月至12月在東京電視台播出，由STUDIO DEEN製作。2018年11月20日宣布再度電視動畫化，第1季已於2019年4月至9月、第2季已於2020年4月至9月在東京電視台播放，由TMS Entertainment製作。第3季完結篇已於2021年4月至6月播放。動畫電影《魔法水果籃 -前奏曲-》由與電視動畫相同的團隊製作，於2022年2月18日在日本上映。

## 劇情簡介
積極又樂觀的女高中生本田透是一位心地善良的少女，小透小時候因父親病逝所以跟母親一起相依為命，直至母親因遭遇車禍意外過世後，小透因而由祖父所收養。但由於祖父家的房子要改建的緣故，小透只好以到朋友家住的名義暫時到森林裏搭起帳篷居住；而她居住的地方卻是家世顯赫的「草摩一族」的森林裏，小透結識班裏英俊的“王子”草摩由希和個性魯莽的草摩夾，也接觸到草摩家背後不可告人的秘密。草摩家的每個人由於被詛咒的命運各自都有背負著悲痛的過去，心地善良的小透的出現給草摩家帶來希望並且幫助他們找尋解開詛咒的方法。

## 登場角色
聲優排序為：
- 廣播劇版：1999年廣播劇CD版／2005年廣播劇CD版／2012年有聲漫畫DVD版。
- 2001年版第1作動畫：日本配音員／台灣配音員／香港配音員／中國大陸配音員。
- 2019年版第2作動畫：日本配音員／台灣配音員。

### 主要角色
本田透
配音員（廣播劇）：小西寛子（1999年版）；堀江由衣（2005年版、2012年版）
配音員（第一作）：堀江由衣（日本）；詹雅菁（台灣）；王夢華（香港）；李曄（中國大陸）
配音員（第二作）：石見舞菜香（日本）；林沛笭（台灣）
故事主角。16歲，高中二年級，因為要兼顧打工與替代房租的家務工作，因此課業方面較為吃力，但成績尚可。性格開朗，不知不覺中影響大家的性格。喜歡的季節是秋天/夏天。和草摩家的紫吳、由希、夾住在一起，負責他們的家務。希望自己屬不是十二生肖中的貓。視十二生肖的“羈絆”為“詛咒”，尋求破解之道。
小時候跟同學玩一個遊戲名為“水果籃子”，被叫到分配不同水果的角色，就能上前一起玩，而小透卻被同學改成“飯團”，最終也沒有被人叫上，因爲飯團不屬於水果的一份子，所以在接觸到草摩家時很希望成為被所有人給依賴的人，因而相信飯團也可以融洽籃子裡的大家庭。
小時候父親於三歲時過世，因而與母親今日子相依為命。儘管與母親感情十分好，但因為童年在父親去世之際被母親疑似拋棄未遂的創傷，對於母親有強烈執著也因此十分了解孤單的痛苦。造就自己無法放下有孤單痛苦的人的性格。而幼時因為害怕父親帶走母親的創傷，所以對於父親有無法控制嫌惡的情感，也因此談起父親總是佯稱自己不記得的事來瞞過，但其實記得很清楚也知道這一切不能怪罪於父親，所以對於自己也非常的自責，為了留住母親因而模仿父親說話的方式。但在高中時母親因出意外離世因而只能由祖父來照顧，後來因祖父家要修復的原因，因而只好以借住朋友家的緣由，暫時到森林裏搭起帳篷居住，但後來居住的地方恰巧是草摩家的森林，因而成為結識草摩家的成員由希和個性魯莽的草摩夾的契機。
由於難以面對母親今日子的離世，但總是以笑容掩飾也不希望被人發現這點。只有夾能總是在小透掩飾痛苦的笑容後發現她的沮喪和苦痛並給予安慰，她的童年創傷也只有被夾發現和只對他吐露這件事，並因此得到慰藉和原諒自己，所以喜歡夾。在得知母親於過世前對夾說「不可原諒」後仍喜歡夾而使夾說出「我很失望」受到打擊，在制止並救贖慊人時被她用刀給劃傷，最後在制止慊人時因不慎掉下懸崖而受傷，在夾向自己道歉之後解除他的詛咒。最終和夾離開當初相識的城鎮。漫畫結尾中已與夾結婚並育有一子，有一年幼的孫女。
草摩由希
配音員（廣播劇）：久川綾（1999年版、2005年版、2012年版）
配音員（第一作）：久川綾（日本）；許雲雲（台灣）；劉昭文（香港）；呂佩玉（中國大陸）
配音員（第二作）：島崎信長、島袋美由利〈童年〉（日本）；鈕凱暘、陳筱寧〈童年〉（台灣）
十二生肖中的“鼠（子）”，16歲，高中二年級，一度和被“貓”附身的草摩夾關係緊張。受到被鼠附身的影響而有獨特的深色灰髮。由於外表英俊溫柔、成績優秀，十分受女生歡迎，被稱為“王子”並有幕後粉絲團「王子由希」的存在（本人並不知情），在學校擔任學生會會長。雖被稱為王子卻對自身的人氣毫無自覺，並對自己中性的容貌感到自卑，無法輕易融入人群而非常羨慕與之相反的阿夾，看著以加入十二支為目標的他，對急於脫離的自己感到可悲，因而產生敵意。
是「帽子少年」的真面目，但帽子是屬於夾的，因為被由希拾起憤而遺棄。由希戴著帽子遇到迷路的透，指引她到今日子身邊，並第一次感受到自己帶給人歡笑。
非常不擅長家事，在自己和紫吳共住的屋子之前，屋內的廚房是一團亂，尤其領帶打不好、連紙鶴也不會折，煮出來的料理更是難以下嚥。雖然比夾晚開始習武卻遠在他之上。平時待人溫柔，面對夾與紫吳等熟人則毫不客氣，尤其對於夾會展現腹黑的一面（曾經在醫院休息時間騙夾去探望透害他吃閉門羹）。作者言「由希其實是擅長吵架的人」。
小時候潑春因為十二生肖中牛遭老鼠欺騙的故事而討厭由希，在指責他卑鄙的同時由希非但沒有責怪還點醒他。此後潑春轉而視由希為重要之人並為了他的自由付出許多。幼時向相差十歲的哥哥綾女求助遭拒，此後對他產生排斥，在綾女努力修補關係後漸有所成。
童年時世界只有慊人、母親與敞開窗外的景色。由於被鼠附身的孩子在草摩一族被認為是「最接近神明」之特別的存在，在母親便將自己交給慊人作為其玩伴以得龐大財金。期間經常帶由希往返本家，當母親面對自己問到「什麼時候才能回家？」總是敷衍帶過，慢慢才體認到自己被當成工具的事實。上小學後好不容易交到朋友，卻因不小心曝露被鼠附身一事，朋友的記憶全被慊人命令羽鳥給消除。當慊人性格變得暴戾後轉而將痛苦發洩在自己身上，加上自己被慊人給拘禁在房間內甚至被她說出「你是毫無價值的」等黑暗般的話語，所以對慊人產生畏懼並且在長大後搬出本家和紫吳同住，卻無法擺脫慊人帶給自己的傷害並抱有懷疑自己存在價值的自卑感，希望自己能被需要。從小脫離正常的社交圈而缺乏交際的能力並害怕真身被發現而習慣與周圍保持距離，反而造成「難以接近」的形象，在女性的眼中則是非常神秘。也因此羨慕總是能與周遭打成一片的夾。雖然喜歡透，但到故事後期才發現視透為「媽媽」的情感多些，而非男女之情，發現只要透的身邊有夾就會不由自主的開心微笑，因此對於夾所做所為感到不快，暴打夾一頓後告訴夾「你應該要知道有些事情只有你才能啊！」，使夾與透告白。高二時於學生會結識真鍋，一開始認為他是個奇怪的人，在發現他的坦率後認為能和他成為真正的朋友，並第一次將內心的想法告訴身為外人的他。非常在意同為學生會一員的真知，經過多次幫助後感動她。故事結尾從幼年的陰霾走出與夾的關係有所改善，還互相要彼此振作。最後在詛咒截除時和真鍋的妹妹真知在一起，把自己住的地方鑰匙給她，歡迎她隨時來。
名字由來在十二生肖中是例外、沒有使用月份的發音，而是作者剛好想到ゆき的發音而得名。與「雪見月」（12月）的「雪」發音相同是巧合。
草摩夾
配音員（廣播劇）：關智一（1999年版、2005年版、2012年版）
配音員（第一作）：關智一、池田恭祐〈童年〉（日本）；李世揚（台灣）；黎家希（香港）；賈志超（中國大陸）
配音員（第二作）：內田雄馬、泊明日菜〈童年〉（日本）；賈文安、孫欣瑜〈童年〉（台灣）
非屬十二生肖，而是出現在十二生肖故事中的“貓”。16歲，高中二年級，受到被貓附身的影響，擁有一頭橘色頭髮。名字發音和今日子相似。第四位解開詛咒。
喜歡透，本來稱透為「那傢伙」，在經歷念珠卸除事件後改稱其為「透」。性格魯莽衝動，私底下很溫柔，但拙於表達。初期暴躁的性格經常嚇到透，隨著劇情慢慢變得穩重。面對陌生人相當怕生，但熟識後會願意接近他人，屬於容易走入人群的類型，這點令由希十分傾羨。
超級討厭韮菜（但可以爲了透戴口罩和護目鏡煮韮菜粥）。意外地煮得一手好菜，在山上修行時常自己做飯糰吃而非常熟練，本人卻不認為是值得讚賞之事。非常害怕瘋狂追求他的樂羅（尤其是暴走狀態），但冷靜時能牽手或散步。小時候和樂羅玩在一起還被她脅迫以後要結婚。
幼年時跟透的媽媽說過話，知道今日子以前的事。在今日子遭到車禍時正在身邊卻害怕抱住她後會顯露秘密而沒有救她並為此感到自責。誤以為今日子最後說的「不可原諒」是在指責自己，其實是希望他能照顧好透否則不原諒他。在今日子去世後逃避到山中投靠藉真，四個月後回到紫吳的住處，表面上說是修行實際上是自暴自棄。非常喜歡向為其師父（義父）的藉真習武，但武功尚不及由希所以以打敗由希為目標卻屢戰屢敗。
因為被渾身散發惡臭的「貓妖」附身，從小受到草摩一族的蔑視，必須戴上塗有高僧血液的骨頭佛珠，否則會顯現真面目。亦無法參加所有十二支的宴會。平時則和其他生肖一樣，被異性擁抱只會變成普通的貓，並有吸引貓的體質。由於「貓」不受到認可，非常希望能成為十二支。十分討厭身為「鼠」而被視為貴的由希（其實他們倆人是互相羨慕對方的存在），認為自己的處境有他的責任在，同時認為自己任何方面都比不上他，還說能選擇的話寧願做他。在後期透露其實是把不滿轉嫁到由希身上的心態。慊人告訴夾若能在高中畢業前打倒由希就讓他成為十二支的一員，若不成則要被監禁在貓專屬的房間，夾便以此為目標，殊不知只是慊人是在嘲弄他（無論結果如何都打算將他監禁）。
認為在幼年時母親對於自己以過度保護為理由、不讓他外出並以愛他作為藉口，實際上是以他為恥，最後因為丈夫言語暴力逼迫而自盡並在遺書提到「如果你是鼠的孩子就好」，加上面對父親怪罪自己把母親逼上絕路，所以使夾對由希產生敵意。後來被上一代“貓”的孫子籍真收養，很尊敬師父籍真，心中把他當成父親，卻因為自己的關係連帶藉真遭人閒言，表面上拒絕將他當作父親。在藉真為試探透而將其念珠卸除的事件之後，決定總有一天要親口喊他作父親。
當自己對透說出她母親出車禍的真相，但也因此誤會為了保護透而使她受到打擊，在透因在制止並救贖慊人時被她用刀給劃傷不慎掉下懸崖而受傷時深感自責，在透出院前被由希給打醒告知真相後和透道歉解除詛咒。最後與透交往，在故事的結尾與透離開兩人初識的城鎮，已與透結婚並育有一子，有一年幼的孫女。

### 十二生肖
草摩紫吳
聲優－日本：置鮎龍太郎／中村悠一、日野麻里（童年）；台灣：賀宇傑／蔣鐵城、孫欣瑜（童年）；香港：陳廷軒
十二生肖中的“狗（戌）”，27歲，一名作家，和綾女、羽鳥曾是有名的三人組。喜歡作弄出版社編輯。風趣幽默的背後隱藏不為人知的另一面。行事難以捉摸，曾多次申明覺得自己的個性不是一般的差勁和扭曲，在依鈴想要詢問解除詛咒的方式時說只想在有人解除詛咒後坐享其成。對慊人的態度非常冷淡，但和十二生肖其他人對慊人保持的情感不同。在楝懷上慊人的時候和羽鳥、綾女、紅野都做一個夢，使他們相信「神」終於要出生在這世上。
小時候對慊人做過『我比任何人都在乎你，這是無庸置疑的事實』的約定，其實是過份地喜歡著慊人，曾自嘲自己身上詛咒是最深的。因慊人與紅野發生關係而受到刺激，反過來刺激慊人也因此被趕出本家。一開始會和由希一起住的原因是潑春要求，自己也開玩笑說如果要讓由希來跟其一起住的話潑春要從今以後喊他作「老師」，而這看似只是大人在玩弄小孩的一句話，卻使潑春從那以後就一直喊他作「老師」。第十二位解開詛咒。最後與慊人在一起。
草摩樂羅
聲優－日本：白鳥由里（廣播劇）→三石琴乃／釘宮理惠；台灣：傅其慧／張乃文；香港：吳小藝
十二生肖中的“豬（亥）”。短期大學一年級生。是十二生肖中三名女性之一。
夾小時候的玩伴，如同姐姐一般。平時斯文有禮、温和可愛，但面對夾時會突然變得異常激動，如同變態恐怖情人般常不自覺的對他拳打腳踢。小時候跌倒時被夾主動扶起來，因此對他留下好的印象。但從小對夾的感情其實是內疚感，就像其他人一樣從內心鄙視夾，之後重新審視自己的情感意識到自己內心的卑鄙，在第一次看見貓怪真面目的地方對夾説出真心話，不過在告白失敗後還是很喜歡夾。樂羅家庭生活基本幸福，母親是關心她的温柔的人，和利津的關係也很好，但並不怎麼會和依鈴相處。第八位解開詛咒。
草摩紅葉
聲優－日本：長澤美樹（廣播劇）→齋藤彩夏→宮田幸季（有聲漫畫）／潘惠美；台灣：傅其慧／蔡雅如；香港：呂永林
十二生肖中的“兔（卯）”。日德混血兒，高一的男生，外表近似小學生（和潑春同年），喜歡可愛的打扮。懂得彈奏小提琴。有一名妹妹名「桃」。父親是一家公司的社長，會與透認識是因為透在其父親的公司打工。
母親在生下自己時由於過度驚嚇產生極大壓力與憂鬱症，因此被清除記憶，不記得有生下自己，但是還是生活得很樂觀和積極。故事後半部急速長高，改變衣著喜好，偏向少年系穿衣風格。雖然很喜歡透，但知道透與阿夾互有愛意而隱藏起內心的心情。會拉小提琴，本來有在上課，但因父親不希望自己和妹妹桃一起上同一個老師而再也沒有機會上小提琴課。在母親被消除記憶之餘，父親曾告訴自己會給予他更多的愛，但其實父親對他的堅持就只有不讓妹妹及媽媽想起自己。第二位解開詛咒。
草摩羽鳥（其他译名：草摩波鳥、草摩服部）
聲優－日本：井上和彥／興津和幸、長谷川育美（童年）；台灣：賀宇傑／蔣鐵城、陳筱寧（童年）；香港：盧傑群
十二生肖中的“龍（辰）”，實際上會變身為海馬（日語中有「龍的私生子」／「落龍子」之意）。草摩家的醫生，有消除記憶的能力。曾經與同族的草摩佳菜相戀並請求慊人准許婚，但在慊人憤怒之下被弄傷了左眼，爾後被迫消除佳菜的記憶。但還是在照顧慊人上十分盡責。在楝懷上慊人之初時，和其他已誕生之十二生肖同時做一個預言夢。故事最後與老友兼小透的高中老師繭子交往。第十一位解開詛咒。
草摩潑春
聲優－日本：陶山章央、岡村明美（童年）／古川慎、東內麻里子（童年）；台灣：賀宇傑／鍾少庭、張乃文（童年）；香港：吳小藝
十二生肖中的“牛（丑）”。高一的男生。具有雙重性格，平常飄逸超然，發飆時會變成極度瘋狂的黑色潑春（黑春），什麼事情都作的出，恢復正常時又變回白色潑春（白春）、十分溫柔體貼。
小時候曾經十分怨恨作為老鼠的由希，後來為由希的自由付出許多。年幼便喜歡依鈴，有著比依鈴高才要向她告白的堅持。曾在依鈴被父母遺棄時挺身維護她的尊嚴，兩人分分合合，當得知慊人過去將依鈴从二楼推下、以及非法圈禁虐待後，自己勇敢的違抗慊人，挺身捍衛依鈴。第十位解開詛咒。在故事結尾終成眷屬。
草摩綾女
聲優－日本：子安武人（廣播劇）→宮本充／櫻井孝宏、藤原夏海（童年）；台灣：李世揚／鍾少庭、蔡雅如（童年）；香港：呂永林
十二生肖中的“蛇（巳）”。由希的親哥哥，手工服裝店的老闆，會為客人縫製訂做衣物。擁有王者氣質，但經常言行不受控制，常令旁人不知所措。後悔年輕時自己為了自由棄弟弟不顧，意識到別人對自己毫不關心，竟然是這麼寂寞；因此綾女很想改善和弟弟由希的關係，並且在小透的幫助下，也有所進展。不滿母親為享榮華富貴而出賣由希，為了由希的自由，綾女公然與母親抗衡。由於崇拜羽鳥，因此很聽羽鳥的話。與服裝店的店員美音是戀人，表面上兩人是老闆與員工的關係，其實正穩定交往。怕冷，常在天冷時變身。跟紫吳、羽鳥同年。第五位解開詛咒。
草摩杞紗
聲優－日本：名塚佳織／上田麗奈；台灣：傅其慧／陳筱寧；香港：姜麗儀
十二生肖中的“虎（寅）”。12歲中學一年級生，擁有金色的眼眸。是十二生肖中三名女性之一。喜歡看的動畫是摩奇太，常和燈路一起看。喜歡燈路。
由於體質和外表異於常人，一度受到同學們的欺負，不願開口說話和拒絕上學，曾因燈路向慊人坦言喜歡杞紗而被她給挨打。被潑春帶到紫吳家暫住，在小透的影響下開始有所轉變。非常喜歡小透，被形容是「跟在透後面的小雞」。第七位解開詛咒。
草摩燈路
聲優－日本：淵崎有里子／大地葉；台灣：許雲雲／孫欣瑜；香港：吳小藝
十二生肖中的“羊（未）”。11歲小學六年級，喜歡著作為老虎的杞紗，但是不怎麼會表達自己。覺得大人都是笨蛋，喜歡說一些看起來很有道理的長篇大論來唬人。與夾一見面便吵架。常和杞紗一起看摩奇太。
曾目睹依鈴被慊人從二樓陽台推下去受傷。亦因為向慊人坦言喜歡杞紗，導致杞紗受到慊人打傷。因為杞紗非常喜歡透而有些吃醋。內心其實溫柔但個性彆扭，是一个被寵壞的小孩。有一名妹妹名「日向」。第三位解開詛咒。
草摩利津
聲優－日本：富永美衣奈／河西健吾；台灣：傅其慧／喬資淯、蔡雅如（童年）；香港：吳小藝
十二生肖中的“猴（申）”。私立大學三年級生，草摩梅休（溫泉老闆娘）的兒子。缺乏自信，動作敏捷。是個喜歡男扮女裝的青年，認為裝扮成女生會使別人對自己的期望減輕，非常的自責，常為了莫名其妙的事向別人道歉。因為兒時在任何方面都比其他十二生肖差，使父母常常跟別人道歉，所以養成長大後常跟人道歉的習慣。第六位解開詛咒。在故事結尾時與小滿交往。
草摩依鈴
聲優－日本：桑島法子（有聲漫畫）／豊崎愛生；台灣：無／孫欣瑜
十二生肖中的“馬（午）”。潑春的女友，比潑春大兩歲。是十二生肖中三名女性之一。跟樂羅的相處很不好。不擅長表達自己的心意，明明感謝對方卻害羞得不肯講真心話，所以舉止有點兇惡。
小時候有個充滿痛苦回憶的童年，原本自己覺得跟雙親居住都覺得自己的家庭很幸福，但逐漸長大後開始懷疑雙親便提出為何無時無刻都面帶笑容問題後就變調，之受到雙親的家暴甚至被言語攻擊，所以每次只要回家開門看到雙親的心情不好就必須等他們的心情好才能回家，當自己有一次在身體出現狀況暈倒，被籍真送到醫院因而被雙親拋棄，後來面對潑春挺身維護自己的尊嚴而落淚，後來被樂羅的母親收養並住在樂羅的家。後來和潑春交往被慊人知道被她給从二楼陽台給推下去，因而背後留下一道傷疤；自己為了要保護潑春而和他分手過，但後來回到潑春的身旁。第九位解開詛咒。
草摩紅野
聲優－日本：千葉進步（有聲漫畫）／梅原裕一郎、南真由（童年）；台灣：無／賈文安、林沛笭（童年）
十二生肖中的“雞（酉）”（在日語中「雞」與「鳥」同音（皆為），官方公開「草摩紅野」被詛咒的「雞」的樣子是麻雀）。年紀較紫吳、綾女、羽鳥他們小一歲。喜歡魚谷。在十幾年前就已經最初解開詛咒的成員，因此他在故事中並沒有出現變身的姿態。在慊人身旁一直照料，對紫吳一直存有內疚感。因為慊人是照男孩撫養，所以在外界的認知是慊人的「助手」，為了讓慊人情緒平穩不遷怒於其他十二生肖身上才犧牲自己。足不出戶，對正常的生活細節一竅不通。後來紅野被慊人刺一刀住進和小透同一家醫院，在醫院裏慊人説不再需要自己，因此得到自由。對魚谷説自己必須為慊人做最後一件事就是“消失”，於是搬出禁錮他二十多年的草摩家搬到鄉下，而工作由紫吳來代替。最後與魚谷終成眷屬。

### 草摩家
草摩慊人
聲優－日本：若葉紫→皆川純子（有聲漫畫）、今井由香（童年）／坂本真綾；台灣：李世揚／張乃文；香港：黎家希
草摩家的當家，對於十二生肖來說是“神”的存在。是個被當成男孩撫養的女人，自幼體弱多病，性格乖張暴戾。與母親楝關係極度惡劣。將父親留下的箱子當作自己的心靈之柱。後來因為透而成長而改變許多，願意讓別人走進她的心裡。
由於認為只有自己才是十二生肖成員最重要的存在，所以總是對十二生肖的每個成員不是冷漠就是對他們動粗，其實內心十分害怕寂寞，因此希望以十二生肖的牽絆維繫關係。喜歡紫吳，從小就對其抱有好感。曾與紅野上床以牽絆住解開詛咒的紅野，卻因而刺激紫吳，後來遭反刺激而將紫吳趕出本家。被小透救贖後穿回女性裝扮，自己解開生肖的詛咒並公開其女性身份，最後與紫吳在一起。
草摩藉真
聲優－日本：井上倫宏、町井美紀（童年）／森川智之、七瀨彩夏（童年）；台灣：賀宇傑／鍾少庭、陳筱寧（童年）；香港：馮志輝
草摩一族成員，夾的武術師父兼養父，但更像是夾的父親，在夾的母親自盡之後便收養夾（懷著小時候對祖父不敬的虧欠），兩人在相處十多年，感受到確確實實的親情，教導夾很多事情。在生活上的小地方迷迷糊糊，根本不會做菜，但卻常常「感覺」自己能夠做出一手好菜而搞的一團亂。同時也是由希、樂羅和潑春的武術師父。
草摩楝
聲優－日本：無／折笠愛；台灣：蔡雅如
慊人的母親，原本是草摩家的下女卻有心機的和當時的當家草摩晶相戀而生下慊人，其地位也一躍成為草摩家女侍口中的「太太」。在慊人出生之後覺得，丈夫的目光全集中在女兒慊人的身上，因而母女之間產生嫌隙，甚至在懷孕之初便要求慊人出生之後一定要當做男兒來撫養，否則便不將慊人生出，造成日後慊人雖為女兒身卻穿著男性打扮之緣故。後來又覺得得大家對慊人太過關愛而討厭自己被忽視，和慊人的感情非常不好。在草摩晶過世後便開始會勾引十二生肖的年輕男子被慊人深深怨恨著。被「新派」的人擁立為領導人，因而新派又被稱為「楝派」。
草摩晶
聲優－日本：無／石田彰；台灣：鈕凱暘
草摩家前代當家，慊人的父親。年輕早逝。個性上帶有一點朦朧幻美的憂鬱，和草摩家的下女—草摩楝相戀之後而生下慊人，認為只有楝能了解自己。在慊人出生之後灌輸給慊人「你是受大家期待所出生的，你是和十二生肖有著繫絆的神明」和「特別的孩子」之觀念。
草摩佳菜
聲優－日本：寺田春日／津田美波；台灣：待查／孫欣瑜
草摩外家成員，原本是羽鳥的助理，後來成為情人，但因草摩慊人導致兩人最終以分手收場，而羽鳥喪失左眼（被慊人所傷）也讓她傷心欲絕，自認為自己傷害羽鳥，最後羽鳥親自爲她消除記憶。後來與其他人結婚。
女管家
聲優－日本：無／所河仁美；台灣：無／陳筱寧
在草摩家眾多女侍中算是戲份和地位較為重要的一位，經常隨侍於慊人身邊，屬於「舊派」的人。在前任當家草摩晶過世時給慊人一個盒子，使得慊人對那個盒子抱有某種期望。
藉真的爺爺
聲優－日本：菅谷勇／小形滿；台灣：無／鈕凱暘
上一個被「貓」附身的草摩家成員，被關一輩子；籍真說他是很溫柔的人，但是卻站在厭惡他的人同一個陣線上，對他滿是愧疚。
阿夾的父親
聲優－日本：井上和彦／松本忍；台灣：待查／蔣鐵城
對被貓怪附身的阿夾恨之入骨，把被嘲笑的氣出在妻子與兒子夾身上，導致夾的母親自盡。妻子自盡後將其怪罪給兒子，完全對夾沒有一點父愛。
阿夾的母親
聲優－日本：長澤美樹／汤屋敦子；台灣：待查／張乃文
無時無刻都在檢查夾的念珠有沒有戴好，對夾表面上滿是關心卻是害怕他變成怪物；在受不了丈夫無止盡的辱罵而選擇自盡，在夾的心中只剩虛假。夾不再逃避父親的責罵，在敞開心房面對父親之後，才瞭解到母親的過世與父親脫離不了關係並不再誤解母親對他的愛。
由希和綾女的母親
聲優－日本：無／大原沙耶香；台灣：無／孫欣瑜
生下兩個被十二生肖附身的孩子，特別是生下被老鼠附身（最靠近神明）的由希，使自己在草摩家的地位大大不同。在她眼中孩子就只是個工具，為了討好當家、鞏固自己地位，不惜把由希送給當家慊人當玩物。年幼的由希受到慊人的不堪對待時，和哥哥綾女對由希的處境不聞不問。成年後的綾女受到戀人美音的啟發，開始悔恨自己當初對弟弟由希的漠視並努力修補兄弟關係；由希努力改變自卑的自己，和她坦承內心真誠的想法，不想任母親擺布他的未來生活，讓她知道自己要走的路，勢利的她才有一點改變。
杞紗的母親
聲優－日本：寺田春日／遠藤綾；台灣：待查／孫欣瑜
紅葉的父親
聲優－日本：関俊彦／柳田淳一；台灣：待查／賈文安
大集团公司的老板，小透打工的整栋楼都是紅葉爸爸的公司。和紅葉的母親在大学校园里相识相爱並結婚。
紅葉的母親
聲優－日本：仲尾梓／本田貴子；台灣：待查／張乃文
德國女人，在紅葉出生時，認為自己生下一個怪物染上憂鬱症，在崩潰之際向羽鳥請求消除記憶，從此不記得有紅葉這個兒子，紅葉只能獨自在暗處看著父母妹妹一家和樂的模樣。
草摩桃
聲優－日本：無／田中沙耶
紅葉的妹妹，日德混血兒。紅葉説她長得很像母親。不知道自己與紅葉的關係，害羞腼腆，但是一直对红叶有亲切感，非常在意他，甚至想要紅葉當自己的哥哥。
依鈴的父親
聲優－日本：無／加藤将之；台灣：無／蔣鐵城
依鈴的父親，原本跟女兒依鈴有個和樂的家庭，直至年幼的依鈴不小心說錯話戳破自己一直在演戲的假象，因而態度轉變對女兒依鈴施暴甚至用言語攻擊她，甚至在女兒依鈴因身體不是被送往醫院時轉而捨棄她。
依鈴的母親
聲優－日本：無／緒乃冬華；台灣：無／蔡雅如
依鈴的母親，原本跟女兒依鈴有個和樂的家庭，直至年幼的依鈴不小心說錯話戳破自己一直在演戲的假象，因而態度轉變對女兒依鈴施暴甚至用言語攻擊她，甚至在女兒依鈴因身體不是被送往醫院時轉而捨棄她。
草摩五月
聲優－日本：無／高橋美佳子；台灣：無／陳筱寧
燈路的母親。在燈路出生時抱著變身的他說最喜歡小羊，完全不覺得自己生一個怪物。而後生下燈路的妹妹日向，最初燈路由於身上的詛咒而無法抱她，之後詛咒解除而不再有此困擾。
燈路的父親
聲優－日本：無／野島健兒；台灣：無／蔣鐵城
燈路的父親。
利津的母親
聲優－日本：山本順子／小島幸子；台灣：許雲雲／張乃文
本名“草摩梅休”，經營草摩家企業所屬的溫泉旅館。個性上和兒子利津一樣，常常激動的四處向人道歉。
樂羅的母亲
聲優－日本：無／木村亞希子；台灣：無／陳筱寧
關心女兒的温柔的人，當依鈴在被她父母拋棄時便收養她，不過樂羅並不怎麼會和依鈴相處。
紫吳的母亲
聲優－日本：無／仲村香織；台灣：無／蔡雅如
紫吳的母亲

### 海原高中
魚谷亞里紗（其他译名：魚谷卯緒）
日本：今井由香／種崎敦美；台灣：傅其慧／張乃文；香港：曾佩儀
小透的好友，曾經加入暴走族，很崇拜今日子，和小透成為好朋友後開始喜歡上學，還下定決心要脫離太妹的生活。退出幫派時被今日子所救。受今日子的影響有轉變，關心自己總是喝酒的老爸（家裡是單親家庭），曾在今日子的墓前發誓一定會照顧好透。有十分嚴重的花粉症。喜欢对夹挑衅，叫他‘橘子头’，称呼由希则是‘王子’。對紅野一見鍾情，最後有情人終成眷屬。
花島咲（其他译名：花島朔＆花島溯）
聲優－日本：安原麗子→冬馬由美（廣播劇、有聲漫畫）／佐藤聰美；台灣：傅其慧／陳筱寧；香港：程文意
透的好友，電波女，利用電波處罰欺負透的人。因為能力及個性的關係有個悲慘的童年校園生活，認為自己在小學時以電波攻擊同班同學，害對方躺幾個星期，其後也因此只穿黑色的衣服。對夾的師父草摩籍真一見鍾情，在漫畫的結尾以幫手的身分入住藉真的道場。
白木繭子
聲優－日本：無→進藤尚美（有聲漫畫）／生天目仁美；台灣：無／孫欣瑜
小透的班導師，佳菜的朋友。喜歡羽鳥，但因為對方和朋友佳菜是戀人的關係，她不得不將自己的感情埋在心底。在大學時期曾和紫吳交往過一個月。家中開古書店。後來與羽鳥在一起。

#### 學生會
竹井誠
聲優－日本：上田祐司／福島潤；台灣：待查／蔣鐵城
學生會會長（由希接任前），相當中意由希。
真鍋翔
聲優－日本：鈴村健一（廣播劇）／江口拓也；台灣：無／鈕凱暘
學生會副會長，真知同父異母的哥哥，是個行事作風都相當無厘頭的人。母親是父親的情婦，曾過著接受英才教育，生活中毫無自由的日子，但在一次爆發之後便讓母親決定對他採取放縱教育。和阿夾一樣，都是能輕易和周遭的人打成一片的類型。後來和由希成爲好朋友，不過卻總是稱呼由希作“小由由”。女友（中尾小牧）的父親是讓透母親出意外身亡的人，而小牧父親也因這場車禍過世，曾經陪同女友一起到今日子的葬禮上香，但是在看到透失魂落魄的樣子後，認為透覺得自己比較不幸，而把小牧的痛苦看輕並對透說出“你別以爲只有自己是不幸的”的殘酷語言。不過在女友哭泣說出“這樣把不幸放在兩個天平上，勝利根本無法讓人高興起來”後發現自己的錯誤，後來再遇到透時也向透誠心地道歉。
倉伎真知
聲優－日本：甲斐田幸（廣播劇）／加隈亞衣；台灣：無／孫欣瑜
學生會會計。翔的同父異母的妹妹。雖然母親是正宮妻子，但由於翔是男孩的關係，她的母親為了不輸給翔的母親，一直以來對真知施加強大的壓力。但是自從弟弟出生後，雙親就對她失去興趣，以為真知想害自己的弟弟把她趕出家門。因為一直照著母親的話做事，成為了幾乎沒有自我主張的人。甚至認為自己沒有加入這個世界當中，對自己的存在感到遲疑。討厭整齊的東西，因為那種完美的狀態會讓她回想起以前的事，自己獨自生活居住的公寓也很雜亂，喜歡踩雪。本質和由希十分相像，因此看出由希的膽怯，卻也喜歡上改變後的由希，在由希的幫助下慢慢的開始改變自我。最後與由希在一起。
藤堂公
聲優－日本：田村由香里（廣播劇）／大久保瑠美；台灣：無／陳筱寧
新學生會書記。外表看起來雖然是個淑女，其實內在剛好相反……總是刻意在其他女生前炫耀自己的異性緣，好惹她們生氣。另外，有一定的暴力傾向，雖然只對翔動用過。認為男人最重要的就是財富。
櫻木直人
聲優－日本：福山潤（廣播劇）／市川蒼；台灣：無／鍾少庭
新學生會書記。對由希抱著敵意，原因是因爲他所喜歡的皆川素子學姐瘋狂地迷戀由希。後來在素子的畢業典禮上給于祝福後，對由希的敵意才降低。不能忍受沒有做好自己本分的人，因此和翔總是起衝突，不過也總是被翔壓到死死。還有一個比他高的姐姐。

#### 由希王子
據說海原高中有半數的女生都加入「由希王子」。乍看之下是由希粉絲的後援會，其實是為了互相監視和防止有人偷跑而創立的團體。
皆川素子
聲優－日本：清水香里→豐口惠（廣播劇）／M·A·O；台灣：待查／蔡雅如
「由希王子」會長兼三年級代表。和透一樣說話會帶著敬語，家裡開的是蔬菜店。比任何人都認真的愛慕著由希，也注意到由希在透的影響下漸漸的改變。
木之下南
聲優－日本：淺井晴美／石上靜香；台灣：待查／張乃文
「由希王子」二年級代表。透的同班同學，獨占慾很強。曾經被小花的電波攻擊而在床上躺個一星期。
山岸美緒
聲優－日本：梶田夕貴／春野杏；台灣：不明；台灣：待查／孫欣瑜
「由希王子」一年級代表。
相田加
聲優－日本：松本美和／安濟知佳；台灣：待查／孫欣瑜
素子的朋友。有著只要是學校的鎖用一根鐵絲都可以打開的特技。
後藤舞／岩田舞
聲優－日本：鈴木薫／岡咲美保；台灣：待查／陳筱寧
小南的朋友，透的同班同學。

### 其他角色
本田今日子
聲優－日本：安原麗子／澤城美雪；台灣：待查詢／蔡雅如；香港：龍德瓊
透的母親，舊姓「勝沼」。學生時代是不良少女，外號「紅蝶」，與父母關係惡劣。遇上當實習老師的本田勝也後互相愛慕，結婚後組織家庭，成為賢妻良母。在故事開端時便不幸遇上交通意外身亡，但即使到了故事後期，故事副線也圍繞著今日子身上進行。開朗樂觀的個性和正確的觀念，影響女兒小透的性格和價值觀，養成溫柔體貼、事事為他人考慮的貼心，後來也影響亞里紗和花島，使曾經走偏的二人可以回歸正途。死前曾對夾說過要好好照顧透否則不可原諒，但卻被前者誤會成自己不可原諒，導致後來的一連串事件。
本田勝也
聲優－日本：無／細谷佳正；台灣：鍾少庭
透的父親，曾在今日子的學校當實習老師，了解今日子的心情。在雙方家庭都不看好的情況下，毅然與今日子共結連理。在透三歲那年患上重感冒去世，在她心中留下陰影。
透的爺爺
聲優－日本：増岡弘／魚建；台灣：待查詢／賈文安
勝也的父親，也就是透的爺爺，與兒子勝也的關係不佳（即使如此勝也卻還是放心的將女兒透交給父親），但十分願意接納今日子，認為今日子可以代替他照顧勝也。在動畫裡小透被亞理紗認為是與「爺爺很相似」的。
透的姑姑
聲優－日本：待查詢／園崎未惠；台灣：待查詢／蔡雅如
透的父親勝也的妹妹。
透的表兄
聲優－日本：待查詢／江越彬紀；台灣：待查詢／鍾少庭
透的姑姑的兒子，夢想是當警察。
透的表姊
聲優－日本：待查詢／前川涼子；台灣：待查詢／孫欣瑜
透的姑姑的女兒。
小滿
聲優－日本：岡村明美／赤崎千夏；台灣：無／孫欣瑜
紫吳的小說編輯，對紫吳經常性失蹤感到很頭痛。故事結尾時與利津交往。
倉前美音
聲優－日本：高橋美紀／井口裕香；台灣：傅其慧／陳筱寧
綾女店裡的女助理，喜歡為他人換裝。非常崇拜綾女的衣服創意，和綾女穩定交往。
花島惠
聲優－日本：南央美／藤井幸代；台灣：詹雅菁／陸玟蓉
小咲的弟弟，跟小咲長的一模一樣，只不過是短髮版。最了解小咲的人，对姐姐很好。雖然沒有和小咲一樣的能力，但據說只要知道對方的名字便能對他下咒，對於自己能夠將詛咒變為兩倍反彈回去的困難技巧引以為傲。
小咲的母親
聲優－日本：無／嘉數由美；台灣：孫欣瑜
小咲和小惠姊弟的母親。
小咲的父親
聲優－日本：無／野島裕史；台灣：鍾少庭
小咲和小惠姊弟的父親。
小咲的奶奶
聲優－日本：無／渡邊美佐；台灣：無／蔡雅如
小咲和小惠姊弟的奶奶。有著豪放的性格，他對小咲提供黑指甲油的想法，對於孫女小咲覺得對於自己的能力苦惱而感到著急。
亞里紗的父親
聲優－日本：無／野川雅史；台灣：無／賈文安
由於妻子和別人私奔，總是喝酒，導致女兒亞里紗成為不良少女。女兒亞里紗受到今日子和小透的影響改邪歸正，父女關係有所改善。
真知的母親
聲優－日本：無／柚木涼香；台灣：無／張乃文
為了不輸給翔的母親（情婦），一直以來對女兒真知施加強大的壓力。
翔和真知的父親
聲優－日本：無／竹本英史；台灣：無／蔣鐵城
天神
聲優－日本：無／神谷浩史；台灣：無／蔣鐵城
與十二生肖結下羈絆的天神。

## 用語解說
十二生肖
出生於草摩家中、被妖怪附身的人在被異性擁抱（或被自己擁抱、抱著時）或是身體處於羸弱多病的狀況時就會變成動物。這種能力是數百年前「天神」與「十二生肖」之間契約的證明，對每一個十二生肖的成員來說是「詛咒」或是「契約」，只有在靠意志力或是要一段時間才能恢復人形，但是恢復人形時總是以裸身的姿態。
如果十二生肖成員都是在他們的雙親和兄弟姊妹給擁抱就會變形，只有十二生肖互相擁抱或被「天神」的人給擁抱下才不會變身。不過，每一個十二生肖成員家庭中的父母面對他們的子女處於這種情況時，有時會寵溺、過度保護或是無法接受事實甚至會遺棄他們的子女。而且，十二生肖成員在外界大多數都會因髮色與曈色不同的緣故，都會遭受外人給歧視與欺凌的問題。
被十二生肖附身的人的特徵像是：“比正常預產期早幾個月出生”，“頭髮和眼睛的顏色與被附身的生肖類似相同”，以及都是優秀的人。在系列的早期有「被附身的動物能夠理解同種動物的嚎叫聲」。可以變身的動物有十二生肖、貓等十三種。此外每頭十二生肖的成員只能有一個人被一個生肖給附身，而且由於同一隻怪物不能同時附身兩個人，因此最多可以有十三人，這使得他們在草摩家族中成為一種特殊的存在。
貓
草摩家族的一種幽靈附體，也是「十二生肖」中的被排斥者。起因於貓是幾百年前唯一拒絕上帝與十二生肖結下契約的動物。
貓除了正常形態之外，還有一種醜陋且散發著腐爛氣味的“原本形態”，除非用只有貓附身的人類繼承的念珠封印，否則可以保持人類形態。結果珠子一脫落就變回“原來的樣子”，但另一方面，只要珠子還亮著被異性擁抱時，就像其他附身的生物只是變成一隻普通的貓。
天神
在草摩家中被視為特殊、也跟十二生肖之間莫不可切的存在，即使回顧草摩家的歷史也很難誕生出「天神」。與十二生肖的不同點是不會變成動物而是以正常人類的形態誕生，但從降生到這個世界的那一刻起就控制十二生肖的靈魂，十二生肖就本能地變成“神” 。存在起源於數百年前神與人類斷絕關係與「十二生肖」立下契約的存在。
草摩家
是已有一千多年的歷史的古老家族，家族共有一百五十多名成員。草摩家族是一個非常古老、有權有勢、富有、重視傳統和地位的家族。他們就像一個日本氏族。根據紅葉和羽鳥的說法，草摩家不符合「當今的習俗」。其中約有一百人居住在主屋外、分戶，約五十人居住在主屋內。
草摩家族非常傳統和保守，大部分的財務、衝突等都由一家之主和與他們關係密切的人來承擔，他們重視傳統、財富和地位，而不是道德和倫理，因為貓對他們的監禁和非人化已經存在於數千年。他們對一切都盡量保持沉默，無論是草摩家的當家對哪一個十二生肖的成員做些歧視或是欺凌時，誰都無法都視而不見。以及之前所有「神」所想要的。具體來說，無論道德上是對還是錯。此外，草摩家的傳統和特殊能力是代代相傳的。草摩家的詛咒被視為草摩家族最大的秘密之一，內部家族竭力避免被外界和內部成員發現。任何外人，包括草摩家的內在成員都必須透過記憶壓制術來消除記憶，這是一種代代相傳的心靈能力。
草摩家的活動從除夕到元旦會舉行只有十二生肖的成員才能參加的宴會。宴會上代表過去一年和來年的十二生肖成員一起表演儀式舞蹈。
草摩家族的成員都姓氏相同，但並非所有人都是表兄弟或關係密切。由希稱時雨為他的“表弟”，儘管沒有任何地方提到他們是表兄弟，或者是否有密切的關係。由於草摩家族有一百五十多名成員，這意味著他們要么是遠親要么沒有任何血緣關係。

## 出版書籍

### 單行本
《魔法水果籃》白泉社〈花與夢Comics〉全23卷
| 冊數 | 白泉社         | 白泉社                 | 中少动漫 | 中少动漫               |
| 冊數 | 發售日期       | ISBN                   | 發售日期 | ISBN                   |
| ---- | -------------- | ---------------------- | -------- | ---------------------- |
| 1    | 1999年1月19日  | ISBN 978-4-592-17161-4 | 2006年   | ISBN 978-7-5007-6789-3 |
| 2    | 1999年6月18日  | ISBN 978-4-592-17162-1 | 2006年   | ISBN 978-7-5007-8247-6 |
| 3    | 1999年9月17日  | ISBN 978-4-592-17163-8 | 2006年   | ISBN 978-7-5007-8248-3 |
| 4    | 2000年1月19日  | ISBN 978-4-592-17164-5 | 2006年   | ISBN 978-7-5007-8249-0 |
| 5    | 2000年4月19日  | ISBN 978-4-592-17165-2 | 2006年   | ISBN 978-7-5007-8250-6 |
| 6    | 2000年8月18日  | ISBN 978-4-592-17166-9 | 2006年   | ISBN 978-7-5007-8251-3 |
| 7    | 2001年8月17日  | ISBN 978-4-592-17167-6 | 2006年   | ISBN 978-7-5007-6762-6 |
| 8    | 2002年1月18日  | ISBN 978-4-592-17168-3 | 2006年   | ISBN 978-7-5007-6763-3 |
| 9    | 2002年6月19日  | ISBN 978-4-592-17169-0 | 2006年   | ISBN 978-7-5007-6787-9 |
| 10   | 2002年10月18日 | ISBN 978-4-592-17170-6 | 2006年   | ISBN 978-7-5007-6788-6 |
| 11   | 2003年2月19日  | ISBN 978-4-592-17881-1 | 2006年   | ISBN 978-7-5007-6789-3 |
| 12   | 2003年6月19日  | ISBN 978-4-592-17882-8 | 2006年   | ISBN 978-7-5007-6790-9 |
| 13   | 2003年11月19日 | ISBN 978-4-592-17883-5 | 2006年   | ISBN 978-7-5007-8321-3 |
| 14   | 2004年4月19日  | ISBN 978-4-592-17884-2 | 2006年   | ISBN 978-7-5007-8322-0 |
| 15   | 2004年9月17日  | ISBN 978-4-592-17885-9 | 2006年   | ISBN 978-7-5007-8323-7 |
| 16   | 2005年1月19日  | ISBN 978-4-592-17886-6 | 2006年   | ISBN 978-7-5007-8324-4 |
| 17   | 2005年5月19日  | ISBN 978-4-592-17887-3 | 2006年   | ISBN 978-7-5007-8325-1 |
| 18   | 2005年9月16日  | ISBN 978-4-592-17888-0 | 2006年   | ISBN 978-7-5007-8326-8 |
| 19   | 2006年1月19日  | ISBN 978-4-592-17889-7 | 2006年   | ISBN 978-7-5007-8327-5 |
| 20   | 2006年5月19日  | ISBN 978-4-592-18400-3 | 2006年   | ISBN 978-7-5007-8328-2 |
| 21   | 2006年9月19日  | ISBN 978-4-592-18401-0 | 2006年   | ISBN 978-7-5007-8810-2 |
| 22   | 2007年1月19日  | ISBN 978-4-592-18402-7 | 2008年   | ISBN 978-7-5007-8811-9 |
| 23   | 2007年3月19日  | ISBN 978-4-592-18403-4 | 2008年   | ISBN 978-7-5007-8812-6 |

《魔法水果籃 another》白泉社〈花與夢Comics〉全4卷
| 冊數 | 白泉社        | 白泉社                 | 東立出版社    | 東立出版社             |
| 冊數 | 發售日期      | ISBN                   | 發售日期      | ISBN                   |
| ---- | ------------- | ---------------------- | ------------- | ---------------------- |
| 1    | 2016年8月19日 | ISBN 978-4-592-21851-7 | 2017年9月13日 | ISBN 978-986-486-204-7 |
| 2    | 2017年9月20日 | ISBN 978-4-592-21852-4 | 2018年5月28日 | ISBN 978-986-486-205-4 |
| 3    | 2019年3月20日 | ISBN 978-4-592-21853-1 | 2020年9月18日 | ISBN 978-957-26-3098-3 |
| 4    | 2022年2月18日 | ISBN 978-4-592-21854-8 | 2023年12月7日 | ISBN 978-957-26-9098-7 |

愛藏版
| 冊數 | 白泉社         | 白泉社                 | 東立出版社     | 東立出版社         |
| 冊數 | 發售日期       | ISBN                   | 發售日期       | EAN                |
| ---- | -------------- | ---------------------- | -------------- | ------------------ |
| 1    | 2015年9月4日   | ISBN 978-4-592-21811-1 | 2019年6月13日  | EAN 471094555955-1 |
| 2    | 2015年9月4日   | ISBN 978-4-592-21812-8 | 2019年6月13日  | EAN 471094555955-1 |
| 3    | 2015年10月20日 | ISBN 978-4-592-21813-5 | 2019年7月18日  | EAN 471094556000-7 |
| 4    | 2015年11月20日 | ISBN 978-4-592-21814-2 | 2019年8月26日  | EAN 471094556032-8 |
| 5    | 2015年12月18日 | ISBN 978-4-592-21815-9 | 2019年10月18日 | EAN 471094556033-5 |
| 6    | 2016年1月20日  | ISBN 978-4-592-21816-6 | 2019年10月18日 | EAN 471094556033-5 |
| 7    | 2016年2月19日  | ISBN 978-4-592-21817-3 | 2019年11月14日 | EAN 471094556089-2 |
| 8    | 2016年3月18日  | ISBN 978-4-592-21818-0 | 2019年12月13日 | EAN 471094556090-8 |
| 9    | 2016年4月20日  | ISBN 978-4-592-21819-7 | 2020年2月14日  | EAN 471094556091-5 |
| 10   | 2016年5月20日  | ISBN 978-4-592-21820-3 | 2020年2月14日  | EAN 471094556091-5 |
| 11   | 2016年6月20日  | ISBN 978-4-592-21821-0 | 2020年3月13日  | EAN 471094556092-2 |
| 12   | 2016年7月20日  | ISBN 978-4-592-21822-7 | 2020年5月29日  | EAN 471094556093-9 |

### 相關書籍
- フルーツバスケットキャラクターブック（角色書） 2001年7月18日發行、ISBN 4-592-73185-9
- 高屋奈月画集「フルーツバスケット」 2004年4月16日發行、ISBN 4-592-73220-0

官方導讀（漫迷手冊）
| 冊數 | 白泉社        | 白泉社             | 東立出版社    | 東立出版社             |
| 冊數 | 發售日期      | ISBN               | 發售日期      | ISBN                   |
| ---- | ------------- | ------------------ | ------------- | ---------------------- |
| 貓   | 2005年5月19日 | ISBN 4-592-18888-8 | 2006年5月30日 | ISBN 986-11-7650-0     |
| 宴   | 2007年3月19日 | ISBN 4-592-18898-5 | 2008年4月16日 | ISBN 978-986-10-0400-6 |

## 電視動畫

### 第1作（2001年）
2001年7月5日到同年12月27日於東京電視台進行放送。動畫內容為漫畫版的一到五冊。

#### 工作人員
- 原作：高屋奈月（白泉社『花與夢』連載）
- 企画：岩田圭介（東京電視台）、波多野淳一（NAS）、大月俊倫（GANSIS（日语：ガンジス (映像企画会社)））
- 企画協力：Ganges
- 系列構成：中瀨理香
- 人物設定・総作画監督：林明美
- 小物設定：山崎健志
- 美術監督：柴田千佳子（Studio Canon）
- 色彩設計：松本真司
- 攝影監督：川口正幸
- 編輯：松村正宏（JAY FILM）
- 音樂：武藤星児、安部純（ダブルオーツ）
- 音響監督：大地丙太郎、蝦名恭範
- 音響效果：奥田維城（スワラプロダクション）
- 録音制作：DAX Production
- 音樂制作/協力：STARCHILD、テレビ東京ミュージック（日语：テレビ東京ミュージック）
- 節目宣傳：松坂忠光→山鹿達也（東京電視台）
- 動畫監製：森山敦（国王唱片）
- 動畫製作人：野口和紀（STUDIO DEEN）
- 製作人：小林教子→柳原雅美（東京電視台）、山崎立士（NAS）
- 助監督：宫崎渚（日语：宮崎なぎさ）
- 監督：大地丙太郎
- 動畫製作：STUDIO DEEN
- 動畫製作協力：Production I.G、GAINAX、東京キッズ（日语：東京キッズ）、ジェック・イー（日语：ジェック・イー）
- 製作：東京電視台、NAS
- 台灣配音領班：許雲雲

#### 主題曲
作詞、作曲、演唱皆由岡崎律子負責。與兩首歌，之後堀江由衣將此歌翻唱為。
片頭曲「For フルーツバスケット」（1話 - 最終話）
獲得第7屆神戶動畫獎AM神戶賞（主題曲獎）
片尾曲
（1話 - 24話、最終話）
Pf Solo Ver.（25話）

#### 各話列表
| 話数 | 標題                                      | 腳本       | 分鏡       | 演出       | 作畫監督   | 播放日期      |
| ---- | ----------------------------------------- | ---------- | ---------- | ---------- | ---------- | ------------- |
| 1    | 第一話…人類變身成動物                     | 中瀨理香   | 大地丙太郎 | 宮崎渚     | 林明美     | 2001年 7月5日 |
| 2    | 第二話…貓討厭老鼠的原因                   | 池田真美子 | 添田和弘   | 鈴木芳成   | 波風立流   | 7月12日       |
| 3    | 第三話…良心有各種不同的形狀               | 伊丹あき   | 鈴木輪流郎 | 秦義人     | 佐佐木敏子 | 7月19日       |
| 4    | 第四話…豬飛猛進，樂羅！                   | 中瀬理香   | 大地丙太郎 | 六反田等   | 山本佐和子 | 7月26日       |
| 5    | 第五話…飯糰不是水果籃的一份子？           | 池田真美子 | 後藤圭二   | 後藤圭二   | 外崎春雄   | 8月2日        |
| 6    | 第六話…無敵的友情、卯緒和小朔             | 伊丹あき   | ボブ白旗   | 鈴木芳成   | 波風立流   | 8月9日        |
| 7    | 第七話…飯糰的梅乾在背上                     | 中瀬理香   | 添田和弘   | 秦義人     | 佐佐木敏子 | 8月16日       |
| 8    | 第八話…不要哭，雪一定會融化的             | 池田真美子 | 平松禎史   | 平松禎史   | 林明美     | 8月23日       |
| 9    | 第九話…一個人的新年                       | 伊丹あき   | 添田和弘   | 宮下新平   | 門上洋子   | 8月30日       |
| 10   | 第十話…以耐力賽跑分出高下                 | 中瀬理香   | 西村純二   | 鈴木芳成   | 外崎春雄   | 9月6日        |
| 11   | 第十一話…為了你的情人節                   | 池田真美子 | 大塚雅彥   | 大塚雅彥   | 関口雅浩   | 9月13日       |
| 12   | 第十二話…信步溫泉之旅                     | 中瀬理香   | 玉野陽美   | 秦義人     | 佐佐木敏子 | 9月20日       |
| 13   | 第十三話…快樂的新學期開始了               | 池田真美子 | ボブ白旗   | 宮下新平   | 林明美     | 9月27日       |
| 14   | 第十四話…大人版，怕蛇的由希               | 伊丹あき   | 鈴木輪流郎 | 鈴木輪流郎 | 奈良崎早苗 | 10月4日       |
| 15   | 第十五話…沒有應該被遺忘的回憶             | 中瀬理香   | ボブ白旗   | 鈴木芳成   | 外崎春雄   | 10月11日      |
| 16   | 第十六話…三個人在一起，傑森就沒什麼好怕的 | 池田真美子 | 宮下新平   | 宮下新平   | 關口雅浩   | 10月18日      |
| 17   | 第十七話…只要你喜歡我，我就能堅強起來     | 伊丹あき   | 玉野陽美   | 秦義人     | 佐佐木敏子 | 10月25日      |
| 18   | 第十八話…最強二人組，怪電波姊弟           | 池田眞美子 | 長濱博史   | 長濱博史   | 林明美     | 11月1日       |
| 19   | 第十九話…活力的來源連感冒都治得好         | 中瀨理香   | 添田和弘   | 秦義人     | 佐佐木敏子 | 11月8日       |
| 20   | 第二十話…男人的浪漫是白禮服和白陽傘       | 伊丹あき   | 大地丙太郎 | 外崎春雄   | 外崎春雄   | 11月15日      |
| 21   | 第二十一話…強詞奪理的小子是王子候補       | 中瀨理香   | 鈴木芳成   | 鈴木芳成   | 奈良崎早苗 | 11月22日      |
| 22   | 第二十二話…愛情應該用革命去動搖           | 伊丹あき   | 後藤圭二   | 後藤圭二   | 佐佐木敏子 | 11月29日      |
| 23   | 第二十三話…利津是溫泉老闆娘的女兒         | 池田真美子 | 玉野陽美   | 外崎春雄   | 外崎春雄   | 12月6日       |
| 24   | 第二十四話…記得那是個下雨天               | 伊丹あき   | 大地丙太郎 | 外崎春雄   | 外崎春雄   | 12月13日      |
| 25   | 第二十五話…只有我才能辦得到               | 池田真美子 | 長濱博史   | 長濱博史   | 關口雅浩   | 12月20日      |
| 26   | 最終回…奔向更遙遠的地方                   | 中瀨理香   | 平松禎史   | 宮﨑なぎさ | 林明美     | 12月27日      |

#### 播放電視台
| 日本 東京電視台 星期四18:00-18:30 節目 | 日本 東京電視台 星期四18:00-18:30 節目   | 日本 東京電視台 星期四18:00-18:30 節目 |
| -------------------------------------- | ---------------------------------------- | -------------------------------------- |
|                                        | 幻影天使 （2001年7月5日-2001年12月27日） |                                        |
| 啄木鳥伍迪                             | 七人之奈奈                               |                                        |

| 香港 亞洲電視本港台 星期六 09:30-10:00 節目 9月28日 10:00 - 11:00 | 香港 亞洲電視本港台 星期六 09:30-10:00 節目 9月28日 10:00 - 11:00 | 香港 亞洲電視本港台 星期六 09:30-10:00 節目 9月28日 10:00 - 11:00 |
| ----------------------------------------------------------------- | ----------------------------------------------------------------- | ----------------------------------------------------------------- |
|                                                                   | 重播 （2003年3月22日-2003年9月28日）                              |                                                                   |
| 變種特工                                                          | 亞洲電視兒童台                                                    |                                                                   |

| 台灣 緯來綜合台 星期一至五 17:00-17:30 節目                                           | 台灣 緯來綜合台 星期一至五 17:00-17:30 節目    | 台灣 緯來綜合台 星期一至五 17:00-17:30 節目 |
| ------------------------------------------------------------------------------------- | ---------------------------------------------- | ------------------------------------------- |
|                                                                                       | 魔法水果籃 重播 （2008年9月3日-2008年10月9日） |                                             |
| 結界師 重播                                                                           | 忘卻的旋律 重播                                |                                             |
| 緯來日本台 星期一至五 19:00-19:30 節目 12月25日改至20:00-20:30 1月11日改至18:50-19:19 |                                                |                                             |
| 綜藝新幹線 重播                                                                       | 幻影天使 重播 （2010年12月14日-2011年1月19日） | 吸血鬼騎士                                  |

### 第2作（2019年－2021年）
2018年11月20日宣布全篇動畫化，共分成3季在東京電視台播出。第1季已於2019年4月5日至9月21日播放，第2季已於2020年4月6日至9月21日播放，第3季完結篇已於2021年4月6日至6月29日播放。

#### 製作人員
- 原作、總監修：高屋奈月「生肖奇緣」（白泉社『花與夢』連載）
- 監督：井端義秀
- 系列構成：岸本卓
- 人物設定：進藤優
- 道具設定：川崎愛香
- 美術設定：藤井祐太
- 美術監督：神山瑤子
- 色彩設計：菅原美佳
- 攝影監督：設樂希
- 編輯：肥田文
- 音響監督：明田川仁
- 音樂：横山克
- 音樂製作人：橋本彩子
- 音樂製作：TMS MUSIC
- 動畫製作：TMS娛樂
- 製作：生肖奇緣製作委員會

#### 主題曲
第一季
片頭曲
「Again」（第2話－第13話）
作詞：田麻美，作曲：XYZ，編曲：XYZ、Sally Cinnamon，主唱：Beverly
「Chime」（第14話－第24話）
作詞、作曲：aio，編曲：aio、hiroo，主唱：大塚愛
片尾曲
「Lucky Ending」（第1話－第13話）
作詞、作曲、編曲、主唱：Vickeblanka
「One Step Closer」（第14話－第25話）
作詞：，作曲：、，編曲：瀧田敏廣，主唱：INTERSECTION
插入曲
（第3話）
作詞：高屋奈月，作曲、編曲：橫山克，主唱：（CV:小櫻悅子）
（第5、8、25話）
作詞：ENA☆，作曲、編曲：橫山克，主唱：ウタ·アリィ
第二季
片頭曲
（第1話－第13話）
作詞：，作曲：AmPm、Kris Roche、Yoshinori Ito，編曲：AmPm，主唱：AmPm feat.みゆな
（第14－22話、第24－25話）
作詞：土岐麻子，作曲：トオミヨウ，主唱：土岐麻子
片尾曲
「ad meliora」（第1－6話、第8－13話）
作詞：THE CHARM PARK、fifi léger，作曲、編曲、主唱：THE CHARM PARK
（第14話－第25話）
作詞：Maynard・Blaise・TAX，作曲：Maynard・Blaise，主唱：MONKEY MAJIK
插入曲
（第7、18、25話）
作詞：ENA☆，作曲、編曲：橫山克，主唱：
最終季
片頭曲
（第1－3話、第5－13話）
作詞：，作曲、編曲：Daniel James， Leah Haywood (Rhythm REPUBLIC)，主唱：WARPs UP
片尾曲
「春うらら」（第1話－第13話）
作詞：五戶力、小池竜暉、西澤呈，作曲：五戶力，編曲：小池竜暉，主唱：GENIC
插入曲
（第3話）
伴奏：，主唱：
（第4、13話）
作詞：ENA☆，作曲、編曲：橫山克，主唱：

#### 各話列表
| 話數       | 日文標題   | 中文標題     | 劇本       | 分鏡                                      | 演出                                  | 作畫監督 | 總作畫監督                                                 | 播放日期      |
| 1st Season | 1st Season | 1st Season   | 1st Season | 1st Season                                | 1st Season                            | 1st Season | 1st Season                                                 | 1st Season    |
| ---------- | ---------- | ------------ | ---------- | ----------------------------------------- | ------------------------------------- | --- | ---------------------------------------------------------- | ------------- |
| 第1話      |            |              | 岸本卓     | 井端義秀                                  | 井端義秀                              | 關口亮輔、重松佐和子 岩岡優子 | 進藤優                                                     | 2019年 4月5日 |
| 第2話      |            |              | 岸本卓     | 井端義秀                                  | 鈴木孝聰                              | 中島裕里、龜谷響子 小澤久美子、岩田芳美 出野喜則 | 進藤優 番由紀子                                            | 4月12日       |
| 第3話      |            |              | 岸本卓     | 井端義秀                                  | 西尾良寬 井端義秀                     | 岩田芳美 杉本幸子 | 金子美                                                     | 4月19日       |
| 第4話      |            |              | 木戶雄一郎 | 井端義秀                                  | 工藤寬顯                              | 國井美可子 野口太一 | 竹本佳子                                                   | 4月26日       |
| 第5話      |            |              | 岸本卓     | 井端義秀                                  | 豬狩崇                                | 大澤美奈 | 番由紀子                                                   | 5月3日        |
| 第6話      |            |              | 岸本卓     | 井端義秀 西尾良寬                         | 備前克彥                              | 小川一郎、林弘子 吉森直子 | 金子美 竹本佳子                                            | 5月10日       |
| 第7話      |            |              | 木戶雄一郎 | 西澤晉                                    | 高島大輔                              | 岩田芳美、桑原麻衣 出野喜則、堀江由美 米本奈苗 | 番由紀子 德永沙耶香                                        | 5月17日       |
| 第8話      |            | 路上小心     | 岸本卓     | 井端義秀                                  | 鈴木孝聰                              | 小澤久美子 龜谷響子、中島裕里 | 金子美 竹本佳子                                            | 5月24日       |
| 第9話      |            |              | 木戶雄一郎 | 井端義秀 柴田裕介                         | 西尾良寬 井端義秀                     | 岩岡優子、杉本幸子 米本奈苗 | 番由紀子 龜谷響子                                          | 5月31日       |
| 第10話     |            |              | 岸本卓     | 榎本明廣                                  | 工藤寬顯                              | 國井實可子 菅野智之、飯飼一幸 | 金子美 竹本佳子                                            | 6月7日        |
| 第11話     |            |              | 木戶雄一郎 | 羽原久美子                                | 平向智子                              | 大澤美奈 | 番由紀子                                                   | 6月14日       |
| 第12話     |            |              | 岸本卓     | 林直孝                                    | 備前克彥                              | 菅野智之、重松佐和子 阿部島瑠珠、大森理惠 吉森直子 | 金子美 竹本佳子                                            | 6月21日       |
| 第13話     |            |              | 岸本卓     | 釘宮洋                                    | 德野雄士                              | 小松香苗、久松沙希 米本奈苗 | 番由紀子 龜谷響子                                          | 6月28日       |
| 第14話     |            |              | 木戶雄一郎 | 西澤晉                                    | 豬狩崇                                | 岩田芳美、杉本幸子 鈴木理沙 | 金子美 竹本佳子                                            | 7月5日        |
| 第15話     |            |              | 岸本卓     | 豬狩崇                                    | 鈴木理人                              | 橋本航平 中澤亞子 | 番由紀子                                                   | 7月12日       |
| 第16話     |            |              | 岸本卓     | 羽原久美子                                | 鈴木孝聰                              | 岩岡優子、小澤久美子 桑原麻衣 | 金子美                                                     | 7月19日       |
| 第17話     |            |              | 木戶雄一郎 | 西澤晉                                    | 西尾良寬 井端義秀                     | 大澤美奈 岩岡優子 | 番由紀子                                                   | 7月26日       |
| 第18話     |            | 重要的是……   | 木戶雄一郎 | 林直孝                                    | 土屋康郎                              | 小松香苗、久松沙希 堀江由美、出野喜則 | 竹本佳子、金子美 秋山由樹子                                | 8月2日        |
| 第19話     |            |              | 木戶雄一郎 | 豬狩崇                                    | 池田智美 鈴木孝聰 平向智子 井端義秀   | 菅野智之、鈴木理沙 杉本幸子、西尾良寬 二宮奈那子、次橋有紀 壽門堂 | 番由紀子、秋山由樹子 金子美、龜谷響子 德永沙耶香           | 8月9日        |
| 第20話     |            |              | 岸本卓     | 小川優樹                                  | 山田晃                                | 大谷道子 | 竹本佳子、金子美 秋山由樹子                                | 8月16日       |
| 第21話     |            |              | 岸本卓     | 大博之                                    | 野木森達哉                            | 岩田芳美、桑原麻衣 杉本幸子、鈴木奈都子 | 秋山由樹子 番由紀子                                        | 8月23日       |
| 第22話     |            |              | 岸本卓     | 林直孝                                    | 鈴木孝聰                              | 岩岡優子、小澤久美子 中島裕里、堀江由美 | 金子美 竹本佳子                                            | 8月30日       |
| 第23話     |            |              | 木戶雄一郎 | 後藤圭二                                  | 殿勝秀樹                              | 中村純子、杉本幸子 鈴木奈都子、門智昭 江森真理子、二宮奈那子 | 秋山由樹子、番由紀子 金子美咲、竹本佳子                      | 9月6日        |
| 第24話     |            |              | 岸本卓     | 井端義秀                                  | 川越崇弘                              | 岩田芳美、小松香苗 杉本幸子、鈴木理沙 出野喜則 | 竹本佳子 金子美                                            | 9月13日       |
| 第25話     |            |              | 岸本卓     | 井端義秀 林直孝                           | 井端義秀 鈴木孝聰                     | 大澤美奈、岩岡優子 小澤久美子、菅野智之 小松香苗、鈴木奈都子 竹本佳子、中島裕里 堀江由美 | 番由紀子 秋山由樹子 德永沙耶香 龜谷響子                    | 9月20日       |
| 2nd Season |            |              |            |                                           |                                       | |                                                            |               |
| 第1話      |            |              | 岸本卓     | 井端義秀 羽原久美子                       | 土屋康郎                              | 杉本幸子 | 番由紀子 竹本佳子                                          | 2020年 4月6日 |
| 第2話      |            |              | 岸本卓     | 小松達彥                                  | 鈴木孝聰                              | 小澤久美子、小松香苗 出野喜則、堀江由美 | 秋山由樹子 竹本佳子                                        | 4月13日       |
| 第3話      |            |              | 岸本卓     | 大博之                                    | 關谷真實子                            | 秋月彩、本田創一 岩田芳美 | 番由紀子、德永沙耶香 龜谷響子                              | 4月20日       |
| 第4話      |            |              | 岸本卓     | 渡邊正樹                                  | 松本佳久                              | 中村純子、李智悟 鈴木奈都子 | 竹本佳子 龜谷響子                                          | 4月27日       |
| 第5話      |            |              | 岸本卓     | 大嶋博之                                  | 川越崇弘                              | 杉本幸子、中村純子 鈴木奈都子 | 番由紀子 德永沙耶香                                        | 5月4日        |
| 第6話      |            |              | 木戶雄一郎 | 井端義秀 林直孝                           | 井端義秀、土屋康郎 鈴木孝聰、西尾良寬 | 飯飼一幸、小田真弓 河口千惠、菅野智之 重國浩子、能條理行 | 竹本佳子 龜谷響子                                          | 5月11日       |
| 第7話      |            |              | 岸本卓     | 井端義秀                                  | 土屋康郎                              | 小澤久美子、熊田亞輝 加藤萬由子、出野喜則 藤田晉也、堀江由美 本田創一 | 番由紀子 德永沙耶香                                        | 5月18日       |
| 第8話      |            |              | 木戶雄一郎 | 井端義秀 鵜飼悠紀 鈴木理人 藤田晉也       | 平向智子 池田智美 青柳宏宜            | 飯飼一幸、塚本步、加藤萬由子 岩田芳美、門智昭、宍戶久美子 岩岡優子、森七奈、宮西多麻子 山田香央里、中村純子、西尾良寬 小美戶幸代、前田義弘、松下純子 重松佐和子、能條理行、山本里織 三浦厚也、針生愛里、本田創一 井元一彰、菅野智之、次橋有紀 南伸一郎、出野喜則 | 竹本佳子 龜谷響子                                          | 5月25日       |
| 第9話      |            |              | 岸本卓     | 後藤圭二                                  | 鈴木孝聰                              | 秋月彩、鈴木奈都子 中村純子、二宮奈那子 | 番由紀子 竹本佳子                                          | 6月1日        |
| 第10話     |            |              | 木戶雄一郎 | 井端義秀 林直孝                           | 關谷真實子                            | 小田真弓、熊田亞輝 針生愛里 | 竹本佳子、龜谷響子 重國浩子                                | 6月8日        |
| 第11話     |            |              | 岸本卓     | 渡邊正樹                                  | 松本佳久                              | 大庭幸子、小澤久美子 菅野智之、壽門堂 佐藤智子、鈴木奈都子 鈴木裕繪、次橋有紀 中村純子、西尾良寬 二宮奈那子、山中純子 | 龜谷響子 番由紀子 德永沙耶香                               | 6月15日       |
| 第12話     |            |              | 木戶雄一郎 | 名村英敏                                  | 川越崇弘                              | 佐藤智子、出野喜則 堀江由美、能條理行 秋月彩 | 竹本佳子 龜谷響子                                          | 6月22日       |
| 第13話     |            |              | 岸本卓     | 大嶋博之                                  | 土屋康郎                              | 小澤久美子、河口千惠 菅野智之、鈴木奈都子 中村純子、西尾良寬 | 番由紀子 德永沙耶香                                        | 6月30日       |
| 第14話     |            |              | 岸本卓     | 井端義秀 鈴木理人 林直孝                  | 鈴木孝聰                              | 小田真弓、熊田亞輝 菅野智之、中村純子 森七奈、出野喜則 | 竹本佳子、重國浩子 龜谷響子、番由紀子                      | 7月7日        |
| 第15話     |            |              | 岸本卓     | 鈴木理人                                  | 馬川奈央                              | 飯飼一幸、佐藤智子 二宮奈那子、堀江由美 | 番由紀子 德永沙耶香                                        | 7月14日       |
| 第16話     |            |              | 木戶雄一郎 | 井端義秀 鈴木理人                         | 加瀨渡                                | 秋月彩、加藤萬由子 岩田芳美、角谷知美 出野喜則、山本里織 | 秋山由樹子 龜谷響子 竹本佳子                               | 7月21日       |
| 第17話     |            |              | 岸本卓     | 井端義秀 鈴木理人                         | 松本佳久                              | 中村純子、小美戶幸代 鈴木奈都子、能條理行 森七奈 | 番由紀子 德永沙耶香                                        | 7月28日       |
| 第18話     |            |              | 木戶雄一郎 |                                           | 青柳宏宜                              | 小澤久美子、山中純子 宍戶久美子、堀江由美 | 竹本佳子 重國浩子 秋山由樹子 番由紀子                      | 8月4日        |
| 第19話     |            |              | 岸本卓     | 井端義秀 小沼由里香                       | 鈴木孝聰                              | 小田真弓、角谷知美 河口千惠、山本里織 | 竹本佳子 重國浩子 秋山由樹子 番由紀子                      | 8月11日       |
| 第20話     |            |              | 木戶雄一郎 | 渡邊正樹                                  | 土屋康郎                              | 岩岡優子、佐藤智子 熊田亞輝 | 番由紀子、竹本佳子 秋山由樹子、龜谷響子                    | 8月18日       |
| 第21話     |            |              | 岸本卓     | 鈴木理人                                  | 平向智子 土屋康郎 池田智美            | 秋月彩、小美戶幸代 能條理行、本田創一 森七奈、山田香央里 | 秋山由樹子 龜谷響子、竹本佳子 番由紀子、德永沙耶香         | 8月25日       |
| 第22話     |            |              | 木戶雄一郎 | 井端義秀、渡邊正樹 藤田晋也、名村英敏     | 青柳宏宜                              | 岩岡優子、加藤萬由子 熊田亞輝、佐藤智子 山本里織 | 竹本佳子、秋山由樹子 金子美、重國浩子                      | 9月1日        |
| 第23話     |            |              | 木戶雄一郎 | 井端義秀 鈴木理人 森葵                    | 松本佳久 川越崇弘                     | 堀江由美 河口千惠 宍戶久美子 | 秋山由樹子、龜谷響子 竹本佳子、德永沙耶香 番由紀子         | 9月8日        |
| 第24話     |            |              | 岸本卓     | 渡邊正樹                                  | 鈴木孝聰                              | 岩田芳美、小田真弓 熊田亞輝、鈴木奈都子 能條理行、飯飼一幸 | 竹本佳子、金子美 重國浩子、秋山由樹子 龜谷響子、德永沙耶香 | 9月15日       |
| 第25話     |            |              | 岸本卓     | 井端義秀 馬川奈央 重松佐和子              | 馬川奈央 土屋康郎                     | 堀江由美、河口千惠 中村純子、角谷知美 | 竹本佳子、秋山由樹子 金子美、重國浩子                      | 9月22日       |
| The Final  |            |              |            |                                           |                                       | |                                                            |               |
| 第1話      |            |              | 岸本卓     | 井端義秀 小沼由里香 重松佐和子            | 鈴木孝聰                              | 岩岡優子、小澤久美子 山本里織 | 竹本佳子、金子美咲 秋山由樹子                              | 2021年 4月6日 |
| 第2話      |            |              | 木戶雄一郎 | 井端義秀 本吉晃子 本田創一                | 松本佳久                              | 加藤萬由子、河口千惠 宍戶久美子、堀江由美 | 金子美咲、重國浩子 竹本佳子、德永沙耶香                    | 4月13日       |
| 第3話      |            |              | 岸本卓     | 井端義秀 本吉晃子                         | 平向智子 川越崇弘                     | 秋月彩、岩田芳美 角谷知美、中村純子 能條理行、針生愛里 | 竹本佳子、金子美咲 龜谷響子                                | 4月20日       |
| 第4話      |            |              | 木戶雄一郎 | 井端義秀 上原結花子                       | 青柳宏宜                              | 小田真弓、角谷知美 久保茉莉子、熊田亞輝 佐藤智子、鈴木奈都子 德永沙耶香、中村純子 西尾良寬、山本里織 | 秋山由樹子、金子美咲 龜谷響子、重國浩子 竹本佳子           | 4月27日       |
| 第5話      |            |              | 木戶雄一郎 | 井端義秀 本田創一                         | 鈴木孝聰                              | 堀江由美、河口千惠 加藤萬由子、飯飼一幸 佐藤智子、久松沙紀 本田創一 | 秋山由樹子、重國浩子 竹本佳子                              | 5月4日        |
| 第6話      |            |              | 岸本卓     | 井端義秀 本吉晃子 森あおい                | 松本佳久                              | 岩岡優子、加藤萬由子 河口千惠、中本尚 山田香央里、渡部ゆかり | 竹本佳子、重國浩子 本吉晃子                                | 5月11日       |
| 第7話      |            |              | 岸本卓     | 井端義秀 本吉晃子 馬川奈央                | 馬川奈央 川越崇弘                     | 久保茉莉子、佐佐木幸惠 宍戶久美子、能條理行 山本里織 | 金子美咲、龜谷響子 竹本佳子、本吉晃子                      | 5月18日       |
| 第8話      |            |              | 木戶雄一郎 | 井端義秀 本吉晃子 本田創一                | 青柳宏宜                              | 岩田芳美、小田真弓 角谷知美、しまだひであき 本田創一 | 竹本佳子、重國浩子                                         | 5月25日       |
| 第9話      |            |              | 岸本卓     | 鈴木理人                                  | 鈴木孝聰                              | 堀江由美、小澤久美子 熊田亞輝、加藤萬由子 中村純子、本吉晃子 鈴木奈都子 | 竹本佳子、龜谷響子 金子美咲                                | 6月1日        |
| 第10話     |            |              | 木戸雄一郎 | 井端義秀 本吉晃子 上原結花子              | 松本佳久                              | 河口千恵、久保茉莉子 山本里織、渡部ゆかり 飯飼一幸 | 竹本佳子、番由紀子 金子美咲                                | 6月8日        |
| 第11話     |            | 再見了       | 岸本卓     | 井端義秀、上原結花子 本吉晃子、小沼ゆりか | 鈴木孝聡、川越崇弘                    | 河口千恵、秋月 彩 岩岡優子、佐々木幸恵 能條理行、本田創一 | 竹本佳子、亀谷響子 番由紀子                                | 6月15日       |
| 第12話     |            | 妳做得很棒喔 | 岸本卓     | 井端義秀 馬川奈央                         | 井端義秀 馬川奈央                     | 宍戸久美子、山本里織 久保茉莉子、岩田芳美 尾形健一郎、小田真弓 河口千恵、佐々木幸恵 西尾良寛、山田香央里 | 竹本佳子、重國浩子 金子美咲、番由紀子 本吉晃子、進藤優     | 6月22日       |
| 第13話     |            |              | 岸本卓     | 井端義秀 本吉晃子 小沼ゆりか              | 井端義秀                              | 河口千恵、久保茉莉子 しまだひであき、鈴木奈都子 中村純子、二宮奈那子 堀江由美、本吉晃子 山本里織 | 竹本佳子、亀谷響子 重國浩子、番由紀子 金子美咲、進藤 優    | 6月29日       |

#### 藍光&DVD
| 卷數       | 發售日期       | 收錄話數       | 規格編號   | 規格編號   |
| 卷數       | 發售日期       | 收錄話數       | 藍光版     | DVD版      |
| 1st Season | 1st Season     | 1st Season     | 1st Season | 1st Season |
| ---------- | -------------- | -------------- | ---------- | ---------- |
| 1          | 2019年6月21日  | 第1話－第4話   | EYXA-12560 | EYBA-12554 |
| 2          | 2019年7月19日  | 第5話－第8話   | EYXA-12561 | EYBA-12555 |
| 3          | 2019年8月23日  | 第9話－第13話  | EYXA-12562 | EYBA-12556 |
| 4          | 2019年9月20日  | 第14話－第17話 | EYXA-12563 | EYBA-12557 |
| 5          | 2019年10月18日 | 第18話－第21話 | EYXA-12564 | EYBA-12558 |
| 6          | 2019年11月22日 | 第22話－第25話 | EYXA-12565 | EYBA-12559 |
| 2nd Season |                |                |            |            |
| 1          | 2020年6月26日  | 第1話－第4話   | EYXA-13030 | EYBA-13024 |
| 2          | 2020年8月28日  | 第5話－第8話   | EYXA-13031 | EYBA-13025 |
| 3          | 2020年9月25日  | 第9話－第13話  | EYXA-13032 | EYBA-13026 |
| 4          | 2020年10月30日 | 第14話－第17話 | EYXA-13033 | EYBA-13027 |
| 5          | 2020年11月27日 | 第18話－第21話 | EYXA-13034 | EYBA-13028 |
| 6          | 2020年12月25日 | 第22話－第25話 | EYXA-13035 | EYBA-13029 |
| The Final  |                |                |            |            |
| 1          | 2021年6月25日  | 第1話－第4話   | EYXA-13432 | EYBA-13429 |
| 2          | 2021年7月30日  | 第5話－第8話   | EYXA-13433 | EYBA-13430 |
| 3          | 2021年8月27日  | 第9話－第13話  | EYXA-13434 | EYBA-13431 |

#### 播放電視台
| 日本 東京電視台 星期五01:23-01:53節目 | 日本 東京電視台 星期五01:23-01:53節目 | 日本 東京電視台 星期五01:23-01:53節目 |
| ------------------------------------- | ------------------------------------- | ------------------------------------- |
|                                       | 魔法水果籃 （2019年4月5日-）          |                                       |
| 日本ボロ宿紀行                        | —                                     |                                       |

| 日本 大阪電視台 星期五02:10-02:40節目        | 日本 大阪電視台 星期五02:10-02:40節目 | 日本 大阪電視台 星期五02:10-02:40節目 |
| -------------------------------------------- | ------------------------------------- | ------------------------------------- |
|                                              | 魔法水果籃 （2019年4月5日-）          |                                       |
| 名門!モウカリマッカー学園 〜西梅田校新聞部〜 | たこるTV                              |                                       |

| 日本 愛知電視台 星期五02:05-02:35節目 | 日本 愛知電視台 星期五02:05-02:35節目 | 日本 愛知電視台 星期五02:05-02:35節目 |
| ------------------------------------- | ------------------------------------- | ------------------------------------- |
|                                       | 魔法水果籃 （2019年4月5日）           |                                       |
| 黑色頻道                              | 薬師寺流                              |                                       |

| Animax 每天 21:30-22:00節目 | Animax 每天 21:30-22:00節目                         | Animax 每天 21:30-22:00節目 |
| --------------------------- | --------------------------------------------------- | --------------------------- |
|                             | 魔法水果籃（第1季） （2021年2月12日－2021年3月8日） |                             |
| 輝夜姬想讓人告白（第2季）   | 黃金神威（第1季）                                   |                             |

| Animax 每天 22:30-22:00節目 | Animax 每天 22:30-22:00節目                         | Animax 每天 22:30-22:00節目 |
| --------------------------- | --------------------------------------------------- | --------------------------- |
|                             | 魔法水果籃（第2季） （2021年7月15日－2021年8月8日） |                             |
| 魔法水果籃（第1季）         | 一拳超人                                            |                             |

| Animax 每天 22:30-22:00節目 | Animax 每天 22:30-22:00節目                           | Animax 每天 22:30-22:00節目 |
| --------------------------- | ----------------------------------------------------- | --------------------------- |
|                             | 魔法水果籃（第3季） （2021年12月31日－2022年1月12日） |                             |
| 魔法水果籃（第2季）         | 一拳超人                                              |                             |

## 廣播劇CD
这部作品曾经3次廣播劇化。

### 1999 花与梦 原創廣播劇CD
由于是在作品动画化以前发表的，部分声优与动画版不同。
- 本田透：小西宽子
- 草摩由希：久川绫
- 草摩夹：关智一
- 草摩紫吴：置鲇龙太郎
- 草摩乐罗：白鸟由里
- 草摩红叶：长泽美树※长泽美树在动画版裡饰演夹的母亲。
- 草摩泼春：陶山章央
- 草摩绫女：子安武人
- 花岛咲：冬马由美

### 花与梦附录CD
“花与梦”的附录CD收录了多个作品的Drama CD，其中一个是水果篮子的漫画原作故事“学园防卫队”。由于是在动画版播放以后（2005年）发表，担当声优与动画版相同。学生会成员在其中初次登场。
- 本田透：堀江由衣
- 草摩由希：久川绫
- 真锅翔：铃村健一
- 仓伎真知：甲斐田幸
- 藤堂公：田村由香里
- 樱木直人：福山润
- 鱼谷卯绪：今井由香
- 花岛咲：安原丽子
- 木之下南：浅井晴美※与动画版相同
- 皆川素子：丰口惠

### HCD 水果篮子
2005年5月25日由マリン・エンタテインメント发行的CD Drama。原作中的剧中剧“有点像灰姑娘的故事”与“学园防卫队”（与上面所表述的相同）一并收录。
- 本田透：堀江由衣
- 草摩由希：久川绫
- 真锅翔：铃村健一
- 仓伎真知：甲斐田雪
- 藤堂公：田村由香里
- 樱木直人：福山润
- 鱼谷卯绪：今井由香
- 花岛咲：安原丽子
- 木之下南：浅井晴美
- 皆川素子：丰口惠
- 解说员：河本邦弘
- 女生：远藤绫·寺田春日·谷井明日香·松来未祐

CD资料
- 型号：MMCC-7037
- 价格：2,800
- 发行日：2005年5月25日
- 发行商：白泉社
- 贩卖商：マリン・エンタテインメント
- 贩卖协力：ジェネオンエンタテインメント